# James Earl Ray
James Earl Ray (Alton (Illinois), 10 maart 1928 – Nashville (Tennessee), 23 april 1998) was een Amerikaanse crimineel die veroordeeld werd voor de moord op Martin Luther King.
Op 10 maart 1969 bekende hij schuldig te zijn aan de moord op Martin Luther King op 4 april 1968 in Memphis. Drie dagen later trok Ray zijn bekentenis in en tot op de dag van zijn dood heeft hij zijn onschuld volgehouden. Hij beweerde later dat hij onder druk een schuldbekentenis had afgelegd, om zo de doodstraf te ontlopen. Desondanks werd hij veroordeeld tot 99 jaar gevangenisstraf.
Ray ontsnapte in 1977 uit de gevangenis samen met zes andere veroordeelden, maar hij werd opnieuw gearresteerd en teruggebracht naar de gevangenis. Daar stierf hij in 1998 aan de gevolgen van hepatitis C, die hij vermoedelijk bij een bloedtransfusie had opgelopen. De bloedtransfusie had hij nodig, nadat hij bij een steekpartij in de gevangenis gewond was geraakt.
In 1997 werd Ray in de gevangenis bezocht door Dexter King, de zoon van Martin Luther King. Dexter King steunde Rays verzoek om een nieuw onderzoek. In 1998 werd het onderzoek naar de moord op Martin Luther King heropend. Achttien maanden later werd geconcludeerd dat er geen bewijs was voor een samenzwering, zoals James Earl Ray had aangevoerd. Het geweer van Ray werd verschillende keren onderzocht, maar uit de ballistische tests kon niet worden geconcludeerd of het al dan niet ging om het moordwapen. In de rechtszaak tegen Loyd Jowers werd dit voorgesteld alsof het vaststond dat het níet om het moordwapen ging.